# Dichocarpum trifoliolatum
Dichocarpum trifoliolatum är en ranunkelväxtart som beskrevs av Wen Tsai Wang och P.K. Hsiao. Dichocarpum trifoliolatum ingår i släktet Dichocarpum och familjen ranunkelväxter. Inga underarter finns listade i Catalogue of Life.